# الإساءة في التعليم الخاص
تشمل الإساءة في التعليم الخاص استخدام التقييد والعزل في بيئات التعليم الخاص للطلاب ذوي الإعاقة، ولكنها قد تشير أيضًا إلى تهديد الطلاب بالعنف أو منع الموظفين الطعام. غالبًا ما تُسبب هذه الإساءة صدمةً للطلاب، وقد تُشعر الوالدين بالذنب تجاهها.
تشمل الإساءة في التعليم الخاص أيضًا الإساءة الجسدية والجنسية من قبل المعلمين وأعضاء هيئة التدريس الآخرين.

## أنواع الإساءة

### المنفرات
يستخدم معلمو التربية الخاصة أحيانًا أساليب عقابية لتغيير سلوك الطلاب ذوي الإعاقة. تشمل هذه الأساليب في التربية الخاصة عصير الليمون، والروائح الكريهة، والصدمات الكهربائية. يمكن أن يكون استخدام أساليب العقاب فعالًا في تعديل السلوك، ويُنصح به أحيانًا في حالات إيذاء النفس الشديد. ومع ذلك، ثمة مخاوف كبيرة مرتبطة باستخدامها، بما في ذلك "الانسحاب، والعدوانية، والتعميم، والتقليد، والتصريحات السلبية عن الذات".

### القيود والعزلة
تُستخدم القيود في التعليم الخاص لمنع سلوك الطلاب غير المرغوب فيه أو لفرض العقوبة. يمكن أن تشمل القيود الربط أو الإمساك القسري. تشمل المخاطر المرتبطة باستخدام القيود في التعليم الخاص الإصابة الجسدية والنفسية للطلاب وأعضاء هيئة التدريس. عاد العديد من الطلاب إلى منازلهم مصابين بكدمات نتيجة تقييدهم من قبل الموظفين في كثير من الأحيان دون الإبلاغ عنها بشكل صحيح وترك الطالب يعاني من الصدمة.
على الرغم من إمكانية استخدام القيود في بيئات التعليم العام، إلا أنها تُستخدم بشكل غير متناسب في التعليم الخاص. أشارت الأبحاث في الولايات المتحدة إلى أن 80% من الطلاب الذين تم تقييد حركتهم في المدرسة خلال العام الدراسي 2017-2018 تلقوا خدمات التعليم الخاص. بالإضافة إلى ذلك، فإن معظم حالات الإساءة أو الوفاة المُسجلة نتيجة التقييد الجسدي في المدرسة في الولايات المتحدة بين عامي 1990 و2009 شملت طلابًا من ذوي الإعاقة.
يُحتجز الطلاب أيضًا فيما يُسمى بغرف العزل أو الزنازين المبطنة. تُعرّف مبادرة جمع بيانات الحقوق المدنية الأمريكية العزل بأنه "حبس طالب بمفرده قسرًا في غرفة أو منطقة يُمنع الطالب من مغادرتها جسديًا". في عام 2015، جرّ ثلاثة من أعضاء هيئة التدريس طالبًا يبلغ من العمر ثماني سنوات في إحدى مدارس كاليفورنيا عبر ممرات مدرسته، وحُبس في غرفة عزل بلا نوافذ؛ وعُثر عليه لاحقًا ملقىً في دمائه. أشارت الأبحاث في الولايات المتحدة إلى أن 80% من الطلاب الذين تعرضوا للعزل في المدرسة في العام الدراسي 2017-2018 تلقوا خدمات التعليم الخاص.

### الاعتداء الجنسي
تشير الأبحاث حول إساءة معاملة الأطفال ذوي الإعاقة إلى أن العديد منهم يواجهون إساءة جنسية أثناء وجودهم في المؤسسات التعليمية. أبلغ الطلاب الذين يعانون من ضعف البصر والسمع في مدارس التعليم الخاص في بوتسوانا عن تعرضهم للإساءة الجنسية بما في ذلك التحرش والاغتصاب. كما أفادت نفس الدراسة أيضًا بالإساءة الجسدية والاستغلال المالي.

## الأسباب الكامنة
هناك عوامل متعددة تساهم في زيادة خطر تعرض الأطفال ذوي الإعاقة للإساءة في البيئات التعليمية الخاصة، بما في ذلك:
- التكييف "للامتثال للسلطة".
- تصور الطلاب باعتبارهم "أهدافًا سهلة".
- الطلاب غير قادرين على التعرف على الإساءة.
- الطلاب غير قادرين على الإبلاغ عن الإساءة.
- محدودية الوصول إلى المعلومات المتعلقة بالوقاية من الاعتداء الجنسي.